# Ambina insufficiens
Ambina insufficiens är en fjärilsart som beskrevs av Sergius G. Kiriakoff 1960. Ambina insufficiens ingår i släktet Ambina och familjen tandspinnare. Inga underarter finns listade i Catalogue of Life.